# Stade Apóstolos Nikolaïdis
Le stade Apóstolos Nikolaïdis (en grec moderne : Γήπεδο Απόστολος Νικολαΐδης), communément appelé terrain de l’Avenue Alexándras (en grec moderne : γήπεδο Λεωφόρου Αλεξάνδρας), est un stade de football situé dans le quartier d'Ambelokipoi, au centre de la ville d'Athènes, capitale de la Grèce.
Son nom vient du sportif Apóstolos Nikolaïdis, président et membre du Panathinaikos mais aussi tout premier sélectionneur de l'équipe de Grèce de football. Il est considéré à ce titre comme un des symboles du club.
Ce stade à la particularité d'avoir ses tribunes proches du terrain. Avec la forte ambiance, ce stade est une véritable épreuve pour tous les adversaires venant affronter l'équipe du Panathinaikos

## Histoire
Inauguré en 1922 et propriété du Panathinaïkos, il a longtemps été le terrain de jeu de la section football du Pana (1922-1984 puis 1988-1989 puis 2000-2005 et 2007-2008) et de l'équipe de Grèce. L'enceinte contient également depuis 1959 une salle dans laquelle évoluent les sections féminines de volley-ball et de basket-ball.
Fin 2012, les responsables de la section football du Pana décident d'abandonner le Stade olympique pour revenir s'installer au stade Nikolaïdis en janvier 2013. Cette décision est motivée par les grandes difficultés financières que traverse le club.